# 1949

## Події
- 2 березня — Закінчився перший безпосадковий політ на літаку навколо земної кулі. Він тривав 94 години і був здійснений на літаку Lucky Lady II (B-50 Superfortress).
- 4 квітня — Створення НАТО
- 29 червня — Запровадження апартеїду в Південній Африці
- 8 серпня — у Страсбурзі відбулася перша сесія Ради Європи.
- 12 серпня  — підписані Женевські конвенції про захист жертв війни.
- 29 серпня  — СРСР провів перше вдале випробування атомної бомби в Семипалатинську.
- 1 жовтня — у Пекіні проголошено створення Китайської Народної Республіки.
- 22 грудня — відкриття тролейбусного руху в Запоріжжі.
- Анна Магдалена Леммінгер створила видавництво «Burda». Часопис «Burda Moden» від цього видавництва 1950 році, а вже до 1965 року він видавався мільйонним накладом.

## Наука
- Відкриття лізосоми.
- Марія Гепперт-Маєр та Ганс Єнсен побудували оболонкову модель ядра.

## Техніка
- Френк Замбоні створив перший льодовий комбайн (ресурфейсер).

## Народились
Дивись також Категорія:Народились 1949

### Січень
- 4 січня — Нетикса Тамара Іванівна — радянська розвідниця-нелегалка, полковниця Служби зовнішньої розвідки у відставці.
- 10 січня: 
  - Джордж Формен, американський боксер. (пом. 2025)
  - Лінда Лавлейс, колишня американська порноакторка, мемуаристка, антипорнографічна феміністка. (пом. 2002)
- 12 січня: 
  - Оттмар Гіцфельд, німецький футбольний тренер.
  - Муракамі Харукі, японський письменник і перекладач.
- 17 січня — Енді Кауфман, американський шоумен, актор та артист ревю. (пом. 1984)
- 19 січня — Роберт Палмер, британський співак (пом. 2003).
- 20 січня — Ганс Йоран Перссон, прем'єр-міністр Швеції з 1996 по 2006 роки.
- 23 січня — Грицько Чубай, поет і перекладач.

### Лютий
- 7 лютого — Алан Ланкастер, англійський рок-музикант (Status Quo).
- 8 лютого — Ірина Муравйова, російська кіноакторка.
- 14 лютого — Микола Єрьоменко-молодший, білоруський кіноактор.
- 21 лютого — Джеррі Гаррісон, англійський рок-музикант (Talking Heads).
- 22 лютого — Нікі Лауда, австрійський автогонщик «Формула-1».

### Березень
- 4 березня
  - Ярошенко Федір Олексійович, український політик, науковець.
  - Івасюк Володимир Михайлович, український композитор, поет (пом. 1979).
- 19 березня — Валерій Якович Леонтьєв, російський поп-співак, актор.
- 21 березня — Шеремет Василь Олександрович, учасник, захисник Євромайдану, герой України.
- 22 березня — Фанні Ардан, французька акторка.

### Квітень
- 7 квітня — Матвієнко Валентина Іванівна, російська політична діячка українського походження.
- 11 квітня — Бернд Айхінгер, німецький кінорежисер і продюсер.
- 15 квітня — Алла Борисівна Пугачова, російська естрадна співачка.
- 20 квітня — Джессіка Ленг, американська акторка.
- 22 квітня — Іван Попович, український естрадний співак і композитор.
- 25 квітня — Домінік Стросс-Кан, голова Міжнародного валютного фонду (від 2007).
- 28 квітня — Бруно Кербі, американський актор.
- 29 квітня — Френсіс Россі, англійський рок-музикант, гітарист гурту Status Quo.

### Травень
- 9 травня — Біллі Джоел, співак.
- 17 травня — Білл Бруфорд, рок-музикант.
- 18 травня — Рік Вейкман, англійський рок-музикант (Yes).
- 19 травня — Дасті Гілл, бас-гітарист ZZ Top.
- 21 травня — Любов Поліщук, акторка.
- 24 травня — Джим Бродбент, англійський театральний та телевізійний актор, сценарист, продюсер.
- 26 травня — Патрик Зюскінд, німецький письменник і кіносценарист.
- 27 травня — Олександр Лосєв, рок-музикант, «Цвєти»
- 31 травня — Том Беренджер, американський кіноактор

### Червень
- 6 червня — Роберт Енглунд, актор.
- 6 червня — Віталій Старухін, футболіст.
- 10 червня — Денніс О'Браєн, канадський хокеїст.
- 11 червня — Френк Беад, ударник гурту ZZ Top.
- 11 червня — Джордж Уілліг, американський каскадер.
- 14 червня — Джеремі Вайт, рок-музикант, ударник (Yes).
- 15 червня — Саймон Каллоу, актор.
- 22 червня — Меріл Стріп, американська акторка театру, кіно та телебачення, співачка.
- 22 червня — Аллен Осмонд, співак.
- 24 червня — Джон Ілслі, бас-гітарист Dire Straits.
- 27 червня — Вера Вонг, американська модельєрка.
- 28 червня — Олександр Панкратов-Чорний, російський кіноактор.

### Липень
- 1 липня — Леон Дубравський, український римо-католицький єпископ, францисканець
- 3 липня — Віктор Колотов, український футболіст.
- 7 липня — Шеллі Дювалл, американська акторка.
- 10 липня — Ронні Джеймс Діо, американський рок-співак, композитор.
- 12 липня — Джон Веттон, англійський рок-музикант, співак.
- 17 липня — Мік Такер, ударник рок-гурту The Sweet.
- 17 липня — Гізер Батлер, англійський рок-музикант (Black Sabbath).
- 22 липня — Джуна, цілительниця, астрологиня.
- 25 липня — Кульчицький Володимир Станіславович, активіст Євромайдану.
- 26 липня — Роджер Тейлор, англійський рок-музикант, ударник (Queen).
- 28 липня — Стів Пірегрін Тук, англійський рок-музикант, мультиінструменталіст (T. Rex).
- 29 липня — Саймон Керк, рок-музикант (Bad Company).
- 30 липня — Енді Скотт, гітарист англійського гурту The Sweet.

### Серпень
- 1 серпня:
  - Пономаренко Віктор Михайлович український вчений в галузі медицини.
  - Джим Керролл, американський поет, прозаїк, панк-музикант.
- 2 серпня — Василь (Семенюк), архієпископ і митрополит Тернопільсько-Зборівський УГКЦ.
- 8 серпня — Говоруха Віктор Володимирович, директор Харківського регіонального інституту державного управління Національної академії державного управління при Президентові України.
- 8 серпня — Чубур Василь Васильович, український поет, перекладач, літературний критик, журналіст, член Національної спілки письменників України.
- 12 серпня — Марк Нопфлер, рок-музикант (Dire Straits).
- 25 серпня — Джин Сіммонс (Хайм Віц), вокаліст і бас-гітарист гурту Kiss.
- 28 серпня — Г'ю Корнуелл, гітарист і співак панк-гурту The Stranglers.
- 28 серпня — Литвак Олег, український політик.
- 31 серпня — Річард Гір, американський кіноактор.

### Вересень
- 4 вересня — Суркіс Григорій Михайлович, український політик.
- 7 вересня — Глорія Гейнор, канадська співачка, акторка та композиторка.
- 18 вересня — Пітер Шилтон, англійський футболіст.
- 18 вересня — Керрі Лівгрен, музикант, клавішник гурту Kansas.
- 19 вересня — Анатолій Коньков, український футболіст.
- 19 вересня — Твіггі, англійська топмодель 1960-х, акторка.
- 20 вересня — Сабіна Азема, французька акторка.
- 22 вересня — Дейвід Ковердейл, британський рок-співак (Deep Purple, Whitesnake).
- 23 вересня — Брюс Спрінгстін, американський рок-співак.

### Жовтень
- 2 жовтня — Енні Лейбовіц, американська фотографка.
- 4 жовтня — Арманд Ассанте, американський актор.
- 6 жовтня — Боббі Фаррелл, німецький композитор, співак (Boney M).
- 8 жовтня — Сігурні Вівер, американська акторка та продюсерка.
- 11 жовтня — Деріл Холл, американський поп-музикант.
- 17 жовтня — Білл Хадсон, американський комік, співак.
- 20 жовтня — Валерій Пилипович Борзов, український легкоатлет.
- 22 жовтня — Арсен Венгер, французький футбольний тренер.
- 28 жовтня — Онищенко Володимир Іванович, український футболіст.

### Листопад
- 3 листопада — Ларрі Холмс, американський боксер.
- 8 листопада — Бонні Рейтт, американська співачка, авторка пісень, музикантка, композиторка, музична продюсерка, громадська діячка та філантропка.
- 8 листопада — Володимир Веремєєв, український футболіст.
- 10 листопада — Джек Скаліа, американський актор.
- 13 листопада — Вупі Голдберг, американська акторка.

### Грудень
- 4 грудня — Джефф Бріджес, американський кіноактор.
- 14 грудня — Кліфф Вільямс, рок-музикант, гітарист (AC/DC).
- 15 грудня — Дон Джонсон, американський співак, актор.
- 22 грудня — Робін Гібб, австралійський музикант, композитор, співак (Bee Gees).
- 22 грудня — Моріс Гібб, австралійський музикант, композитор, співак (Bee Gees).
- 25 грудня — Сіссі Спейсек, американська акторка.
- 26 грудня — Боярський Михайло, російський співак і актор.

## Померли
Дивись також Категорія:Померли 1949
- 27 січня — Борис Асаф'єв, радянський музикознавець та композитор
- 31 січня — Гасин Олекса, полковник, шеф головного штабу УПА загинув у Львові.
- 6 травня — Метерлінк Моріс, бельгійський письменник.
- 27 серпня — Уемура Сьоен, японська художниця.

## Нобелівська премія
- з фізики: Хідекі Юкава — «За пророкування існування мезонів на основі теоретичної роботи з ядерних сил».
- з хімії: Вільям Джіок — «За внесок в хімічну термодинаміку, особливо в ту її галузь, яка вивчає поведінку речовин при екстремально низьких температурах»
- з медицини та фізіології: Вальтер Гесс — «За відкриття функціональної організації проміжного мозку як координатора активності внутрішніх органів»; Антоніо Еґаш Моніш — «За відкриття, що стосуються терапевтичної дії лейкотомії при лікуванні деяких психозів»
- з літератури: Вільям Фолкнер
- премія миру: Джон Бойд Орр — «На знак визнання його заслуг не тільки в справі звільнення людства від нестатків, але і в створенні основ мирної кооперації між класами, націями і расами»